# Vektorisierung (Grafik)
Im Bereich der Computergrafikverarbeitung bezieht sich der Begriff Vektorisierung, manchmal auch (Bild-)Tracing, auf den automatisierten Prozess der Konvertierung von Rastergrafiken in Vektorgrafiken.

## Konzept
Bei der Vektorisierung wird versucht, einfache geometrische Objekte in einem Rasterbild zu identifizieren. Die übliche Variante sucht über Kantendetektion Bereiche gleicher oder ähnlicher Helligkeit oder Farbe, auch als Posterisation bekannt, die dann als Grafische Primitive oder Bézierkurven ausgedrückt werden. Exportiert wird dann in verschiedene Vektorgrafik-Dateiformate wie SVG, AI, CDR, EPS, TTF, PDF oder verschiedene CAD-Formate.
Klassische Kantendetektionsmethoden, die bei der Vektorisierung zum Einsatz kommen, sind z. B. Roberts-Operator, Canny-Algorithmus und der Sobel-Operator.

## Manuelle Vektorisierung
Ein Grafikdesigner kann ein Bild manuell vektorisieren, indem er Pfade mit digitalen Illustrationswerkzeugen von Hand zeichnet. Die Pfade werden von Formen in einem Quellbild nachgezeichnet. Das digitale Tracing erfolgt normalerweise direkt über dem Quellbild. Grafiken wie Logos und Symbole werden häufig mit manueller Vektorisierung erstellt.
Software-Vektorisierung kann manchmal sehr ungenau sein. Mit Software oder Online-Tools vektorisierte Bilder neigen dazu, nach der Vektorisierung deformiert und unvollkommen zu sein. Grafikdesigner können ihre Bilder häufig mit höherer Genauigkeit vektorisieren.
Bei manueller Vektorisierung ist ihr Bild häufig sauberer und sticht mehr hervor als das ursprüngliche Bitmap-Bild. Illustrationen, Fotos und komplexe Logos haben tendenziell mehr Qualität, wenn sie vektorisiert werden. Die Unvollkommenheiten und Ungenauigkeiten von automatisch erstellten Bildern machen die Bilder häufig unbrauchbar.
Die Qualität einer manuellen Vektorisierung hängt weitgehend von den Zeichen- und Verfolgungsfähigkeiten des Grafikdesigners ab. Die manuelle Vektorisierung ist im Allgemeinen flexibler, da ein Quellbild unabhängig von seiner Auflösung vektorisiert werden kann.
Die Qualität einer automatischen Vektorisierung hängt von der Qualität des Quellbildes ab. Damit ein Bild sauber automatisch gezeichnet werden kann, wird häufig ein hochauflösendes Quellbild benötigt.
Wie bei vielen Dingen, die automatisch ausgeführt werden, kann die automatische Vektorisierung viel Zeit sparen – insbesondere bei einem sehr detaillierten Quellbild. Trotz der Einstellungsoptionen kann die automatische Ablaufverfolgung häufig zu viele Details hinterlassen oder seltsame Formen erzeugen, die dem Quellbild nicht entsprechen.
Für ein klareres und saubereres Erscheinungsbild ist die manuelle Vektorisierung mit einem guten Grafikdesigner wahrscheinlich die bessere Methode. In den meisten Fällen ist ihr Bild übersichtlicher als ein automatisch verfolgtes Bild, das unvollständige Linien und winzige, unerwünschte Artefakte enthalten kann.
Das Bild kann manuell vektorisiert werden. Eine Person könnte das Bild betrachten, einige Messungen vornehmen und dann die Ausgabedatei von Hand schreiben. Dies war der Fall bei der Vektorisierung einer technischen Illustration über Neutrinos. Die Abbildung enthält einige geometrische Formen und viel Text. Es war relativ einfach, die Formen zu konvertieren, und das SVG-Vektorformat ermöglicht die einfache Eingabe des Textes.
Das Originalbild hatte keine Kurven, daher ist die Konvertierung unkompliziert. Kurven erschweren die Konvertierung. Die manuelle Vektorisierung komplizierter Formen kann durch die in einigen Bearbeitungsprogrammen für Vektorgrafiken integrierte Verfolgungsfunktion erleichtert werden.
Sobald eine maschinenlesbare Rastergrafik vorhanden ist, kann das Bild in eine Grafiksoftware, z. B. Adobe Illustrator, CorelDraw Graphics Suite oder Inkscape, importiert werden. Anschließend kann eine Person die Elemente des Bildes mithilfe der Bearbeitungsfunktionen des Programms manuell verfolgen. Kurven im Originalbild können mit Linien, Bögen und Bézierkurven angenähert werden. Mit einem Illustrationsprogramm können Spline-Knoten für eine enge Passform angepasst werden. Manuelle Vektorisierung ist möglich, kann aber langwierig sein.
Michael Ploch hat ein Design aus einer Digitalfotografie nachgebildet. Das JPEG wurde importiert und einige Grundformen wurden von Hand nachgezeichnet und im Grafikzeichnungsprogramm eingefärbt. Komplexere Formen wurden unterschiedlich behandelt. Ploch verwendete einen Bitmap-Editor, um den Hintergrund zu entfernen und die komplexeren Bildkomponenten zuzuschneiden. Anschließend druckte er das Bild aus und zeichnete es von Hand auf Transparentpapier, um eine saubere schwarz-weiße Strichzeichnung zu erhalten. Diese Zeichnung wurde gescannt und dann mit einem Programm vektorisiert.

## Stärken und Grenzen der Methodik
Im Gegensatz zum umgekehrten Prozess, der Rasterung, ist eine automatische oder halbautomatische Vektorisierung nicht klar definiert oder ein eindeutiger Prozess, es existieren viele verschiedene Methoden und Freiheitsgrade. Jede dieser verschiedenen Methoden bietet mit ihrem Vektorisierungsansatz eine andere abstrahierende Approximation des Rasterbildes an. Auch sind verschiedene Methoden und Parametrisierungen unterschiedlich gut für verschiedene Bildinhalte, -formate und -auflösungen geeignet, dadurch ist häufig ein manuelles Durchprobieren verschiedener Kombinationen notwendig.
Weiterhin sind Bilder natürlicher Objekte schwer repräsentativ zu vektorisieren im Gegensatz zu Bildern künstlicher Objekte, wie z. B. Computergrafiken, da diese typischerweise weniger Farb- oder Helligkeitsgradienten und weniger unregelmäßige Strukturen aufweisen.

### Dateigröße
Vektorisierungen von Bildern hoher Auflösung mit wenig Farben und Gradienten (Risszeichnungen, Schrift, Computergrafiken) können bei hoher Repräsentativität durchaus deutlich kleiner werden als das Ursprungsbild.
Bei Bildern natürlicher Objekte ist zum Erreichen eines nur akzeptablen Vektorisierungsergebnisses häufig ein signifikantes Anwachsen der Datenmenge notwendig. Dies gilt ganz besonders für die Vektorisierungen von Bildern natürlicher Objekte im JPEG-Format, ein Grafikformat, welches besonders für weiche Übergänge geeignet ist und diese effektiv kodiert.

### Wiedergabeaufwand
Die Stärke von Vektorgrafiken allgemein und damit auch von vektorisierten Bildern ist die Auflösungsunabhängigkeit, d. h., sie sind für eine Wiedergabe (Bildschirm, Drucken) in beliebiger Auflösung geeignet. Dies erfordert jedoch immer ein aufwändiges „Rendern“ (Rasterung) des Vektorformats in ein Rasterformat. Ein Nachteil von Vektorgrafiken gegenüber Rastergrafiken ist ein unbekannter, inhaltsabhängiger Wiedergabeaufwand (in Rechenzeit und Arbeitsspeicher). Rastergrafiken haben im Allgemeinen den Vorteil, dass der Wiedergabeaufwand konstant und inhaltsunabhängig ist. Um diesen Nachteil von Vektorgrafiken zu minimieren, hält beispielsweise Wikipedia serverseitig vorgerenderte Rastergrafik-Vorschaubilder von SVG-Vektorgrafiken in mehreren Auflösungen vor.

### Varianten
Da die vollautomatische Vektorisierung von Bildern von Objekten mit Gradienten zu nur unbefriedigenden Ergebnissen führt, muss häufig noch manuell Hand angelegt werden. Dies kann von der Entfernung von Vektorisierungs-Artefakten, der Neueinbringung von Schatten oder Farbverläufen bis zur kompletten händischen Neuerstellung mit einem Vektorgrafikprogramm reichen, siehe Beispiel Tux unten.

## Bekannte Anwendungsfelder
- Beim CAD werden technische Zeichnungen gescannt, vektorisiert und als CAD-Dateien exportiert, dieser Prozess wird auch paper-to-CAD conversion oder drawing conversion genannt.
- Beim Geoinformationssystem (GIS) werden Satelliten- oder Luftbilder vektorisiert, um damit Karten zu erstellen.
- Im Grafikdesign und der Fotografie werden manchmal Bilder vektorisiert, um sie einfacher handhabbar und skalierbar zu machen.
- Beim Font-Design werden gezeichnete Entwürfe über Vektorisierung in ein Font-Vektorformat überführt.
- Handschriftliche Notizen und Unterschriften sind gut vektorisierbar, da sie typischerweise nur zweifarbig sind und einen großen Kontrast haben. Dies ist auch der erste Schritt bei einer Texterkennung.

## Einfluss von verschiedenen Vektorisierungsprogrammen und -parametern

### Natürliches Objekt
Da Fotografien von natürlichen Objekten häufig viele weiche Übergänge und kleine Details beinhalten und das Ergebnis auch stark von der Rasterauflösung des Eingangsbildes abhängt ist eine akzeptable automatische Vektorisierung schwierig. Häufig muss lange manuell an den Parametern Farbanzahl, Rauschunterdrückung, Qualität experimentiert werden, bis ein akzeptabler Kompromiss aus erreichter Abbildungstreue und Dateigröße erreicht wird.

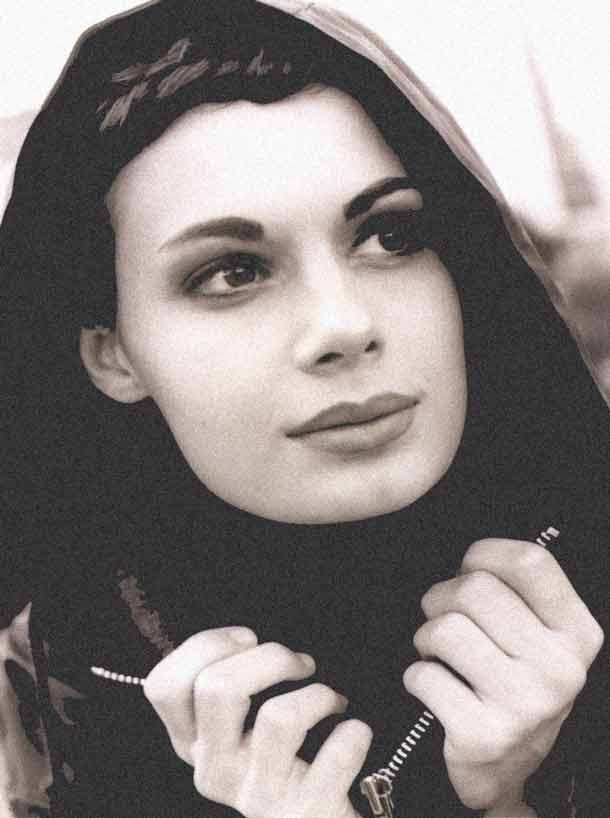
Ursprungsbild: Silversmith-Fotografie im JPEG Rastergrafikformat (610×818 Pixel), 25 KB
Vektorisiert mit 18 Farben mit Scan2CAD und im SVG-Format exportiert, 340 KB
Vektorisiert mit 12 Farben in VectorMagic mit dem Parameter High Quality, 369 KB
Vektorisiert mit AutoTrace in der Delineate GUI, 677 KB
Vektorisiert mit VectorMagic mit den Parametern High Quality und unlimitierte Farben, 744 KB (es sind Spalten-Artefakte aufgetreten)
Vektorisiert mit 17 Farben mit Potrace in Inkscape, 1,05 MB
Vektorisiert mit RaveGrid, 1,64 MB
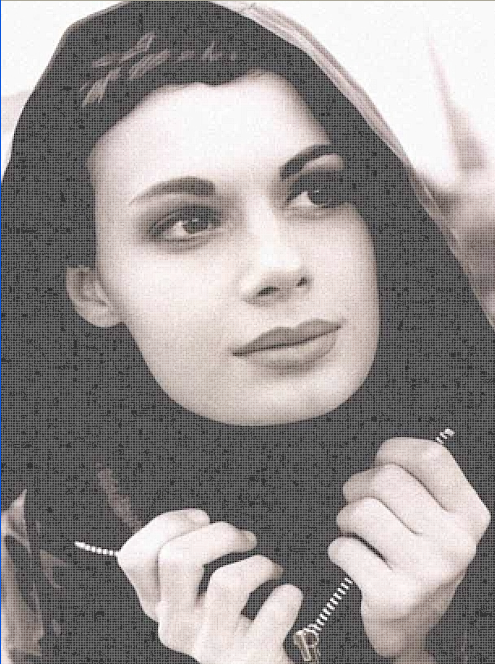
Vektorisiert mit BMP2SVG, mit einem exzessiven Spline-Parameter von 25000, 4,4 MB (Dateigröße überfordert den Wikimedia SVG-Renderer)

### Schriftzug

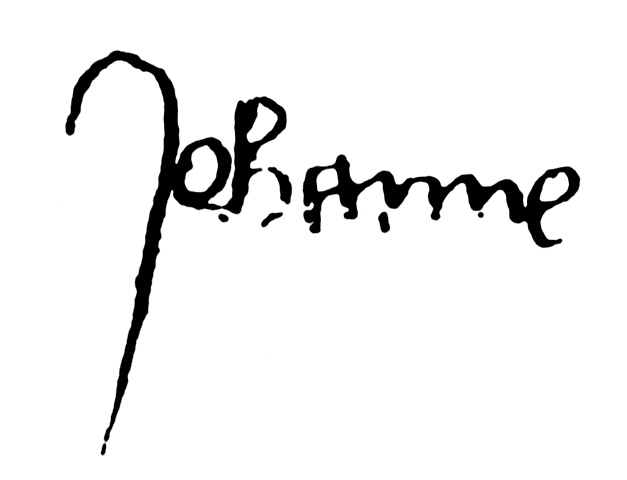
Schriftzug der Jeanne d’Arc als JPG Rasterformat (627×480 Pixel), 24 KB
Vektorisierte, zweifarbige Variante, 10 kB
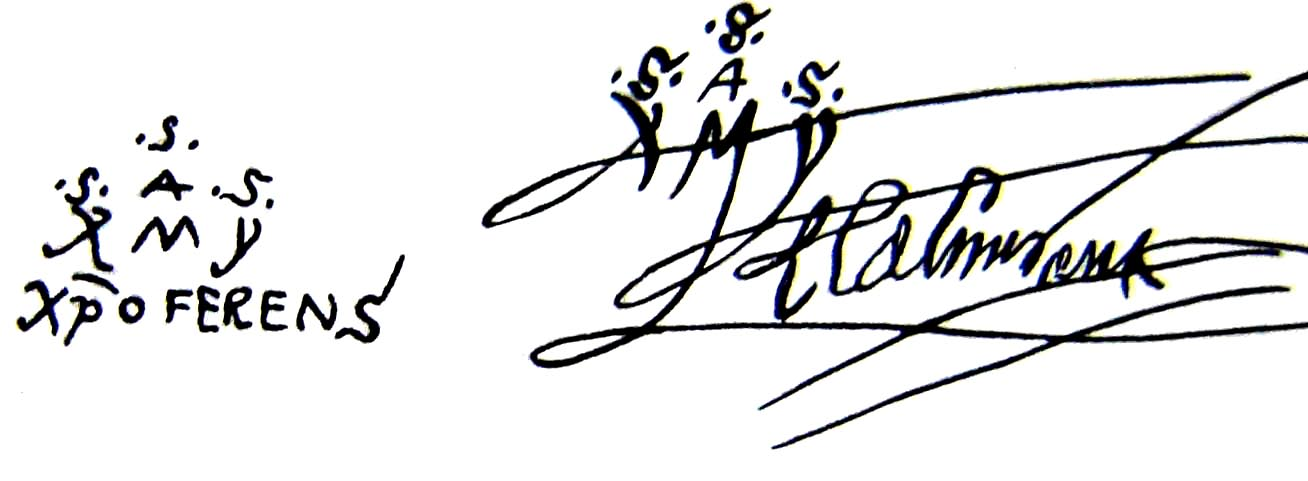
Schriftzug des Christoph Columbus als JPEG-Rastergrafik (1,308 × 481 Pixel), 63 kB
Vektorisierte, zweifarbige Variante, 19 kB

### Computergrafik

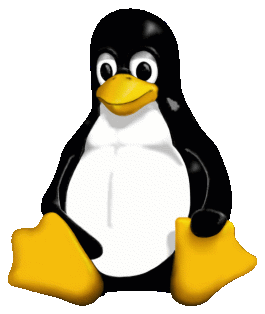
Ursprungsbild: PNG-Grafik des Linux-Maskottchen Tux (265 × 314 Pixel), 12 kB
Vektorisiert mit Sketch, zusätzlich manuell nachbearbeitet, 219 kB
Manuelle Neuerstellung als Vektorgrafik unter Nutzung von Gradienten und Transparenz, 21 kB